# 産怪
産怪（さんかい）は、日本各地に伝わる妖怪の内、人間の妊婦が産むといわれるものの総称である。出産時に注意しなければ、赤ん坊の替わりにこれらの妖怪が産まれてしまうという。
かつての医学が発達していなかった頃の日本では、出産は現在とは比較にならないほど大変であり、また受胎から間もない胎児が奇異な姿に映ることも理解されていなかった。さらに、そういった時代では迷信が深く信じられていた。そのために流産で産まれた胎児、早産などの異常出産で産まれた奇形児や未熟児が、これらのように妖怪視されたといわれる。

## オケツ
オケツは、岡山県に伝わる産怪。
外観は亀に似ており、背には蓑毛が生えている。生まれるとすぐに床を這い出し、家の縁の下へ逃げ込もうとする。すぐに取り押さえて殺してしまわなければならず、取り逃がすと寝ている妊婦の真下にもぐり込み、妊婦を殺してしまうという。

## 血塊

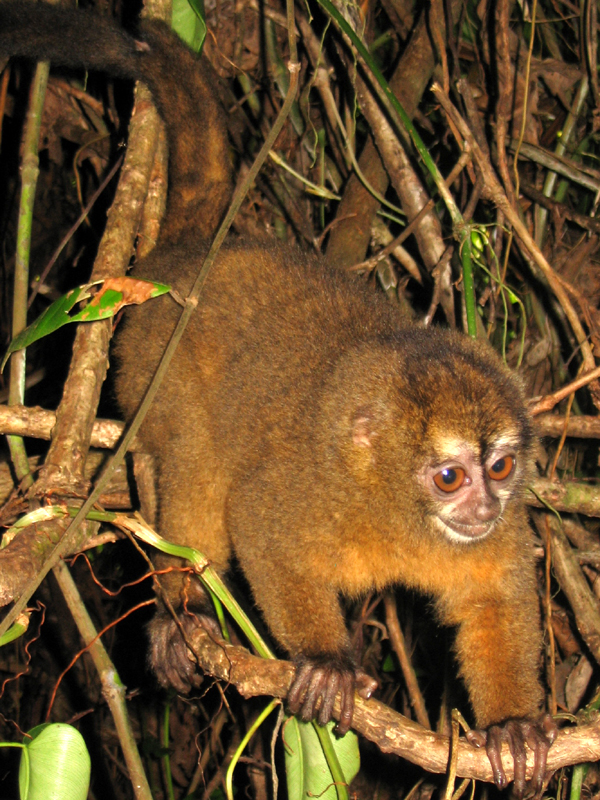
参考 : ヨザル

血塊（けっかい）は、埼玉県、神奈川県に伝わる産怪。カタカナでケッカイとも表記する他、長野県下伊那郡では同様の産怪をケッケという。
外見についての伝承は乏しいが、舌が二枚有り毛が逆さに生えていて、牛に似た顔の毛むくじゃらの姿という説がある。
これが家の縁の下に潜り込むと、産婦の命が危険に晒されると言われている。埼玉の浦和には、出産時に縁の下に屏風を巡らせる風習が伝わっており、これは血塊が縁の下に潜り込むことを阻むためとされている。これには血塊（けっかい）に結界（けっかい）をもじった意味もあったようである。
神奈川の足柄郡三歩村では、産み落とされた血塊は血まみれのまますぐに動き、囲炉裏の自在鉤を昇り出す。こうして血塊が逃げ切ると産婦は死んでしまうと言われていたため、前もってしゃもじを用意して自在鉤に括りつけておき、血塊が出現して自在鉤を昇り始めたらすぐさま、しゃもじで打ち落としたという。
民俗学者・日野巌は幼少時、見世物小屋で出し物にされていた血塊を見たと語っている。小屋では、とある女性が大学病院で産み落としたものといわれていたが、日野はこれを南洋に生息するヨザルを手なずけて見世物にしたものと指摘している。
小学館のデジタル大辞泉は『けっかい』について「猿の一種、ロリスの俗称。江戸時代、見世物にされた。」としている。上野動物園はスローロリスの説明を「マレー半島では" コウカン"と呼ばれ､それが種名となってかつては"コンカン"とか"ケツカイ"とか呼ばれたこともありました｡古い上野動物園の台帳にもこの名を見ることができます｡」と記述していた。